# Santa Ana (Sacramenia)
Santa Ana es un despoblado español del municipio de Sacramenia, perteneciente a la provincia de Segovia, en la comunidad autónoma de Castilla y León.

## Historia
El lugar perteneció a la jurisdicción del monasterio de San Román. Hacia mediados del siglo XIX, era referido como un caserío de cuatro casas por entonces perteneciente al municipio de Valtiendas. Aparece descrito en el segundo volumen del Diccionario geográfico-estadístico-histórico de España y sus posesiones de Ultramar de Pascual Madoz con las siguientes palabras:

ANA (Santa): cas. que con otro llamado de San Juan, y otro de Cardaba, contiguos entre si, han pertenecido al cot. red. del monast. de San Bernardo de Sacramenia, en la prov. de Segovia (12 leg.), part. jud. de Cuellar, (7), jurisd. de Valtiendas (1/2), felig. del espresado monast. agregado á la vicaria de Fuentidueña: sit. en el asiento de una cuesta bastante elevada, y sin abrigo alguno; tiene 4 casas propias para los usos de la labranza, y una fuente de agua no muy buena; á la falda de la cuesta hay un valle, por el que pasa un arroyo que da movimiento á un molino harinero y un batan: su térm. confina con Sacramenia, Cuevas y Pecha-Roman: el terreno es algo quebrado, y labrantio la mayor parte: prod.: trigo, cebada, centeno, garbanzos y otras legumbres, se mantiene bastante ganado lanar y palomas: sus vec., riqueza y contr. estan incluidos en los cálculos de Valtiendas, de que depende en tales conceptos. Este cas. y cot. red. fué enagenado en 1823, y hoy es de dominio particular.
(Madoz, 1845, p. 266)

En la actualidad, pertenece al municipio de Sacramenia.